# Corina Dănilă
Corina Dănilă (n. 24 ianuarie 1972, orașul Pașcani, județul Iași) este o realizatoare de televiziune și actriță română.

## Biografie
A absolvit Universitatea Națională de Artă Teatrală și Cinematografică din București, în 1994, la clasa Prof. Ion Cojar.
În cariera de actriță s-a remarcat prin rolurile din serialul TV Numai iubirea, o telenovelă produsă pentru Acasă TV de MediaPro Pictures, în care a interpretat-o pe Ana Dogaru, personajul principal feminin și, respectiv, producția Pixar/Disney: Mașini, Mașini 2 și Mașini 3, în care a dublat personajul principal feminin, Sally Carrera.  Fidelă pasiunii sale pentru actorie, Corina a fost protagonista mai multor roluri de teatru și film, printre care: Vasilisa (în „Azilul de noapte”, de Maxim Gorki, în 1994), Mița, (în „D’ale carnavalului”, de I.L. Caragiale, în 2002), rolul principal feminin Ileana (în filmul „Crucea de piatră”, regizor Andrei Blaier, în 1993), Christine (în filmul „Somnul insulei”, regizor Mircea Veroiu, în 1994). 
Corina și-a început cariera în Televiziunea Română în 1994 în postura de crainic TV și prezentator de știri la TVR Internațional, continuând apoi, din 1996, la Pro TV, unde a prezentat Știrile Pro TV de dimineață, Știrile Pro TV de la ora 5 și principalul jurnal de știri de la 19.00, la sfârșit de săptămână. Ca reporter special, Corina a acoperit, pe lângă transmisiile zilnice de la Guvern, Președinție sau Parlament, evenimente majore precum vizitele Papei Ioan Paul al II-lea și a președintelui Bill Clinton la București, Campania PRO NATO, grevele minerilor din 1998 și 1999 sau eclipsa de Soare din anul 1999. Tot în 1999, Corina Dănilă a plecat în Republica Moldova cu responsabilitatea de a forma redacția de știri a Pro TV Chișinău, unde a și prezentat principalul jurnal de știri al zilei. A revenit în București la începutul anului 2000 când a devenit prezentator al emisiunii zilnice "Poveștiri Adevărate" la televiziunea Acasă TV. În paralel, a prezentat și moderat emisiunea "De suflet", la Pro TV Internațional, emisiune adresată comunităților de români din diaspora.
Din 2004 până în 2005, a jucat rolul principal feminin, Ana Dogaru, în cele 100 de episoade ale serialului de televiziune Numai iubirea. Începând cu 2006, Corina a fost realizator și moderator al showului "Femeia conduce", la Euforia TV.
La TVR 2, vreme de mai multe sezoane, Corina Dănilă a fost gazda emisiunii "Topping", un program săptămânal despre cele mai neașteptate topuri – realizate, în mare parte, cu ajutorul publicului. Din octombrie 2014, apare în fiecare vineri, în direct, de la ora 15:40 până la 17:30, la emisiunea "Ieri-Azi-Mâine", tot la TVR 2. A fost distinsă, în 2004, cu premiul „Femeia anului”, premiu acordat de revista „Avantaje”, pe baza voturilor publicului. 
A fost măritată cu afaceristul bogat și pilotul de curse Norris Măgeanu, ulterior divorțând. Din mariaj a rezultat o fiică, pe nume Rianna.   

## Teatru
- "Azilul de noapte", de Maxim Gorki, în regia lui Ion Cojar (1994 -- Vasilisa) – Teatrul din Giulești
- "Platonov", de A.P. Cehov, în regia lui Ivan Helmer (1994 -- Grekova) –Teatrul Național din București
- "Rivalii", de Richard Brinsley Sheridan, în regia lui Horea Popescu (1994 -- Lydia Languish) – Teatrul Național din București
- "D'ale carnavalului", de I.L. Caragiale, în regia lui Gelu Colceag (2002 -- Mita Baston) – Teatrul Național din București
- "Paganini", de Mick Davis, în regia lui Mick Davis (2015 -- Teresa Paganini) – Teatrul "Metropolis" din București
- "Un altfel de cabaret", în regia Ancăi Sigartău, muzica de Manuela Cara (2015 -- Roșie) – Palatul Național al Copiilor din București
- "O căsnicie liniștită", de Noel Coward, în regia lui Ștefan Ruxanda (2016 -- Amanda Prynne) – Teatrul "Elisabeta"
- "Piatra din casă", de Vasile Alecsandri, în regia lui Constantin Dicu (2017 -- Marghiolita) – teatru tv - Televiziunea Română
- "Autorul e în sală", de Ion Băieșu, în regia lui Dan Tudor (2018 -- Neli) – Teatrul Dramaturgilor Români din București

## Filmografie
- Crucea de piatră (1994) – Ileana[4]
- Somnul insulei (1994) – Christine[5]
- Craii de Curtea Veche (1996)
- Dark Angel: The Ascent (1994) – Călugăriță
- Dark Asylum (2001) – Prezentatoarea știrilor
- Windfall (2003) – Reporter
- Numai iubirea (2004) – Ana Dogaru
- Mașini / Cars (2006) – Sally Carrera (voce, versiunea română)
- Mașini 2 / Cars 2 (2011) – Sally Carrera (voce, versiunea română)
- Mașini 3 / Cars 3 (2017) – Sally Carrera (voce, versiunea română)